# Max Fabiani

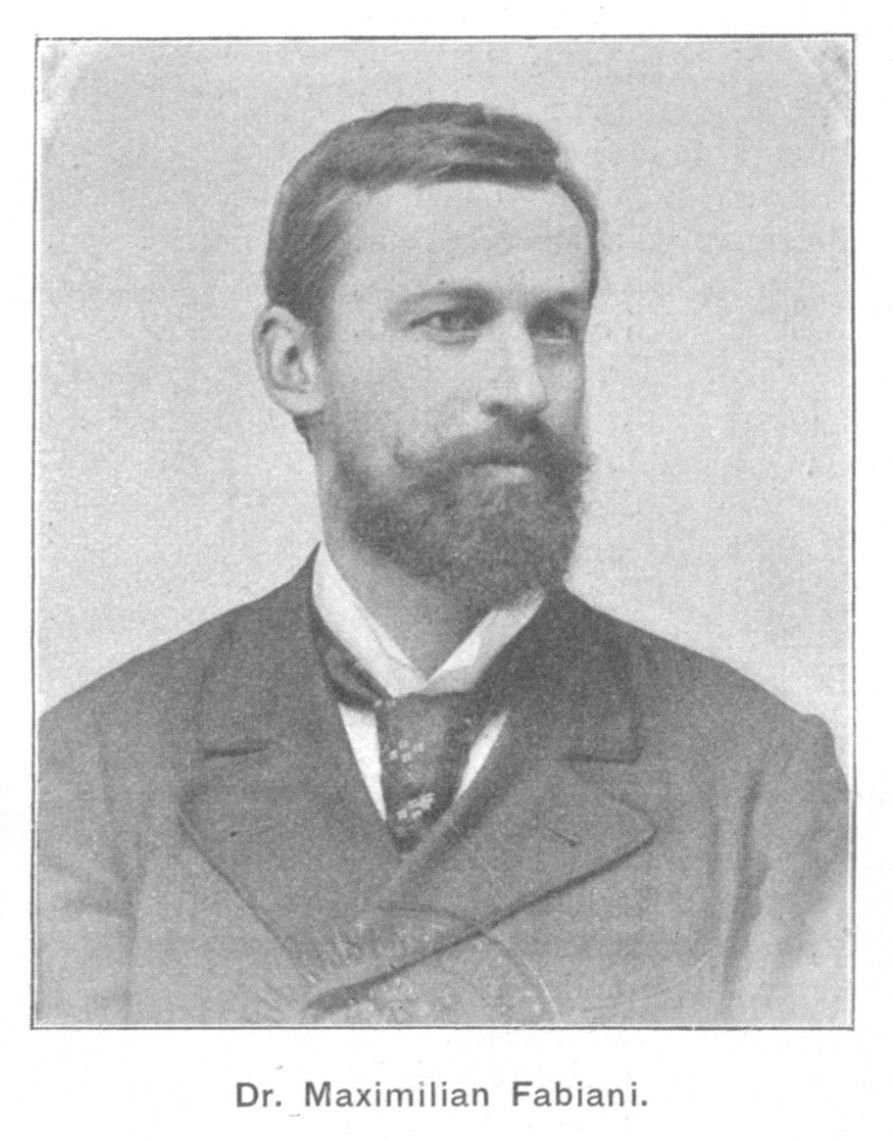
Max Fabiani, 1902

Max Fabiani (* 29. April 1865 in Kobdilj; † 18. August 1962 in Görz) war ein dreisprachiger österreichisch-italienisch-slowenischer Architekt.

## Biografie
Max Fabiani wurde als elftes von vierzehn Kindern in eine österreichisch-italienisch-slowenische Notabelnfamilie geboren, der Vater war Anton Fabiani, die Mutter Charlotte geb. Kofler. Nach der Realschulmatura in Laibach studierte Max Fabiani von 1883 bis 1889 an der Technischen Hochschule Wien. Von 1890 bis 1892 war er Assistent an der Technischen Hochschule Graz. Für seinen erfolgreichen Studienabschluss erhielt er das prestigeträchtige Ghega-Stipendium, die dadurch ermöglichte Studienreise von 1892 bis 1894 führte ihn nach Italien, Griechenland, Deutschland, Frankreich, Belgien und England. 1902 promovierte er als erster Absolvent der Fachrichtung Hochbau an der TH Wien.
Auf Vermittlung von Joseph Maria Olbrich trat er für zwei Jahre ins Atelier Otto Wagners ein, wo er am Bau der Wiener Stadtbahn und der Restaurierung von Schloss Konopischt mitwirkte. Von 1896 bis 1912 war er außerordentlicher Professor für Kunstgeschichte an der TH Wien, von 1910 bis 1912 auch für Innenarchitektur und Ornamentalkomposition. Außerdem war er von 1896 bis 1917 als freiberuflicher Architekt tätig. Die Anekdote, dass er dabei auch Adolf Hitler als technischen Zeichner beschäftigte, bevor er diesen schon nach drei Monaten wegen Arbeitsscheu wieder entließ („wegen geringer Leistungsfähigkeit und weil er zu matt war“), ist nur durch ein Interview belegt, das Max Fabiani kurz vor seinem Tod gab. Er erhielt bald bedeutende Aufträge, so die Ausarbeitung des Generalregulierungsplans für den Wiederaufbau der von einem Erdbeben 1895 zerstörten Stadt Laibach, der noch heute die Struktur der Stadt definiert. Neben rastloser Arbeit als Architekt schrieb er viele theoretische Aufsätze.
1917 wurde er zum ordentlichen Professor an der Wiener TH berufen, ging aber nach Kriegsende in seine Heimat zurück, in das nunmehr italienische Gorizia, wo er 1917 bis 1922 den Wiederaufbau der Stadt leitete und von 1924 bis 1927 am Gymnasium unterrichtete.
Um die Mitte der dreißiger Jahre ging er zurück nach Kobdilj in der Gemeinde Štanjel, damals San Daniele sul Carso, wo er bis 1945 Bürgermeister war. Dort gestaltete er für seinen Schwager, den Triestiner Arzt Enrico Ferrari, den Garten der Villa Ferrari mit einem komplizierten Bewässerungssystem, einem künstlich angelegten Teich mit Inselchen und einer venezianischen Brücke. Nach dem Ende des Weltkriegs, als Štanjel jugoslawisch wurde, zog er sich wieder nach Gorizia zurück. Fabiani arbeitete weiter als freier Architekt bis ins höchste Alter, geriet aber in Vergessenheit und starb verarmt mit 97 Jahren.
Fabiani heiratete 1905 Francesca di Rochi (oder del Rochi), aus der später geschiedenen Ehe gingen zwei Kinder hervor: Carlotta (1906–1987) und der Agronom Lorenzo Fabiani (1907–1973).

## Bedeutung
Fabiani gilt als einer der Väter der Modernen Architektur in Wien. Otto Wagners berühmte Publikation Moderne Architektur geht wahrscheinlich auf Fabianis Mitschrift seiner Vorlesungen zurück. Noch bevor er Wagners Mitarbeiter wurde, hatte er schon bahnbrechende Bauten einer funktionalistischen Moderne entworfen, so das Geschäftshaus Portois & Fix in der Ungargasse und das Haus des Verlags Artaria am Kohlmarkt. Modernität und Kompromissbereitschaft bewies Fabiani 1910 mit dem Bau der Urania, der perfekte Raumorganisation einschließlich einer Sternwarte, die Lösung eines städtebaulichen Problems (schmales Zwickelgrundstück am Donaukanal) und eine neobarocke Außenhaut vereinigte. Der Kompromiss war der Nähe zum Thronfolger Franz Ferdinand geschuldet, dessen Schloss Konopischt er als Assistent Wagners restauriert hatte. In der Zeit zwischen den Kriegen zeigen seine Bauten eklektizistisch-historisierende Tendenzen, die Fabianis Beschäftigung mit der Renaissance- und Barockarchitektur spiegeln. Seine weitgespannten Interessen zeigen sich in Aufsätzen über die etruskische Kultur und technische Erfindungen (eine Flugmaschine und ein Mini-U-Boot). Mit seiner ausgedehnten Bautätigkeit, seinen zahlreichen Schriften und seiner Lehrtätigkeit in Wien (Schüler neben anderen Josef Frank, Oskar Strnad, Oskar Wlach und Walter Sobotka) hat er für eine ganze nachfolgende Architektengeneration prägend gewirkt.

## Auszeichnungen (Auswahl)
- Ghega-Reisestipendium, 1892
- Preis der Gemeinde Wien für einen hervorragenden Bau, 1915 (Geschäftshaus Dreihufeisengasse)
- Ritter des Franz-Joseph-Ordens
- Ritter des Roten-Adler-Ordens, 1917
- Ritter der Légion d’honneur
- Ritter des Vatikanischen Verdienst-Ordens
- Commendatore des Ordine della Corona d’Italia
- Mitglied des Nationaldirektoriums der italienischen Architektenkammer, 1927–1931
- Ehreninspektor des italienischen Denkmalschutzes, 1938–1962
- Goldenes Doktordiplom der TH Wien, 1952
- 1984 wurde nach ihm die Fabianistraße in Wien-Simmering (11. Bezirk) benannt.
- Asteroid 29439 Maxfabiani (1997 entdeckt)[5]
- 2012 wurde nach ihm die Fabiani-Brücke in Ljubljana (Laibach) benannt

## Ausstellungen
- 1967 Max Fabiani, TH Wien und Ljubljana
- 1982 Max Fabiani, Bauten und Projekte, Wien
- 1988 Max Fabiani, nuove frontiere dell'architettura, Triest

## Werke (Auswahl, chronologisch)
| Foto  |                 | Baujahr   | Name                                                                        | Standort                                                                  | Beschreibung | Metadaten                                                                 |
| ----- | --------------- | --------- | --------------------------------------------------------------------------- | ------------------------------------------------------------------------- | --- | ------------------------------------------------------------------------- |
| ja    | Datei hochladen | 1896      | Villa Kellner                                                               | Hohe Warte 29, Wien 19                                                    | zerstört Die Villa Hohe Warte 29 hatte mehrere kunst- und kulturgeschichtlich interessante Bewohner: Rosa Mayreder beschrieb in ihren Jugenderinnerungen „Das Haus in der Landskrongasse“, ihre hier verbrachte Kindheit. Um 1895 wurde das Haus verkauft und vom Architekten Max Fabiani 1896 umgebaut. Die Villa gehörte bis 1905 dem Chemiker Karl Kellner, dann dessen Witwe, die das Haus ihrem zweiten Mann, dem Erfinder Otto Gergacsevics zur Hochzeit schenkte. Ab 1915 gehörte die Villa Hans und Gisela Weigel, den Eltern der Kinderbuch-Illustratorin Susi Weigel (1914–1990), die die Villa 1923 dem Industriellen Georg Mauthner verkauften. Weitere berühmte Bewohner waren Ende der 1950er Jahre der Zukunftsforscher Robert Jungk sowie anschließend der Dirigent Herbert von Karajan sowie der Spionage-Krimi-Autor John le Carré. | P84(Architekt): P131(Ort):                                                |
| BW    | Datei hochladen | 1896      | Beamtenkurhaus                                                              | Stubište dr. Vande Ekl 1, Opatija, Abbazia, Küstenland, Kroatien Standort | | P84(Architekt): P131(Ort):                                                |
| ja    | Datei hochladen | 1897      | Miethaus                                                                    | Preysinggasse 10, Wien 15 Standort                                        | verändert Der Dekor wurde abgeschlagen. | P84(Architekt): P131(Ort):                                                |
|       | Datei hochladen | 1898      | Villa Baumann                                                               | Anton-Langer-Gasse 3, Wien 13 Standort                                    | zerstört | P84(Architekt): P131(Ort):                                                |
|       | Datei hochladen | 1898      | Pavillon der drei Kommissionen                                              | Jubiläumsausstellung Wien                                                 | zerstört | P84(Architekt): P131(Ort):                                                |
|       | Datei hochladen | 1898      | Stadtregulierung von Laibach                                                | Ljubljana, Slowenien                                                      | Entwurf Der Entwurf wurde nicht verwirklicht, diente aber als Basis für den späteren Generalplan. | P84(Architekt): P131(Ort):                                                |
|       | Datei hochladen | 1898–1900 | Mietshäuser Rieß                                                            | Wien 4, Starhemberggasse 40 Standort                                      | zerstört | P84(Architekt): P131(Ort):                                                |
| BW    | Datei hochladen | 1898–1900 | Mädchenschule                                                               | Levstikov Trg 11, Ljubljana, Slowenien Standort                           | | P84(Architekt): P131(Ort):                                                |
| ja    | Datei hochladen | 1899      | Miethaus u. Kaffee Allegri                                                  | Ulica Barlickiego 1, Bielsko-Biała, Polen Standort                        | Anmerkung: Auch Café de l'Europe | P84(Architekt): P131(Ort):                                                |
|       | Datei hochladen | 1899      | Stadtregulierung von Bielitz-Biala                                          | Bielsko-Biała, Polen                                                      | mehrere Objekte | P84(Architekt): P131(Ort):                                                |
| ja    | Datei hochladen | 1899–1900 | Geschäftshaus Portois & Fix HERIS-ID: 11655 Objekt-ID: 7763                 | Ungargasse 59–61, Wien 3 Standort                                         | → Hauptartikel : Haus Portois & Fix f1 | P84(Architekt): P131(Ort):Landstraße Region-ISO:AT-9                      |
|       | Datei hochladen | 1900      | Villa Belar                                                                 | Podhom, Spodnje Gorje, Bled, Slowenien                                    | | P84(Architekt): P131(Ort):                                                |
| ja    | Datei hochladen | 1900      | Gutenbergdenkmal Wien 1 HERIS-ID: 4601 Objekt-ID: 447 Wien Kulturgut: 47997 | Lugeck Standort                                                           | mit dem Bildhauer Hans Bitterlich | P84(Architekt):Max Fabiani P131(Ort):Innere Stadt Region-ISO:AT-9         |
| BW    | Datei hochladen | 1897–1901 | Armenhaus – Stadtversorgungsanstalt                                         | Japljeva 2, Ljubljana, Slowenien Standort                                 | | P84(Architekt): P131(Ort):                                                |
|       | Datei hochladen | 1900      | Empfangssalon des österr. Pavillons                                         | Weltausstellung Paris                                                     | zerstört | P84(Architekt): P131(Ort):                                                |
| ja    | Datei hochladen | 1900–1902 | Geschäftshaus Artaria HERIS-ID: 27960 Objekt-ID: 24509                      | Kohlmarkt 9, Wien 1 Standort                                              | → Hauptartikel : Artaria-Haus f1 | P84(Architekt): P131(Ort):Innere Stadt Region-ISO:AT-9                    |
| ja    | Datei hochladen | 1901      | Wohnhaus „Libertas“                                                         | Piaristengasse 20, Wien 8 Standort                                        | verändert Anmerkung: Fassadendekor abgeschlagen. Secessionistisches Stiegenhausgitter | P84(Architekt):Max Fabiani P131(Ort):Wien Region-ISO:AT-9                 |
| BW    | Datei hochladen | 1901      | Haus Krisper                                                                | Miklošičeva 20, Ljubljana, Slowenien Standort                             | | P84(Architekt): P131(Ort):                                                |
| BW    | Datei hochladen | 1901–1902 | Villa Schwegel                                                              | Ulica Maršala Tita 8, Opatija, Kroatien Standort                          | Anmerkung: Heute Zweigstelle des Finanzministeriums | P84(Architekt): P131(Ort):                                                |
| ja    | Datei hochladen | 1902–1914 | Bauleitung Schloss Konopiště · Wikidata                                     | Konopište 1, Benešov, Tschechien Standort                                 | → Hauptartikel : Schloss Konopiště f1 | P84(Architekt): P131(Ort):Konopiště Region-ISO:CZ-20                      |
| ja    | Datei hochladen | 1902      | Haus Petrocochino                                                           | Linzer Straße 371, Wien 14 Standort                                       | | P84(Architekt): P131(Ort):                                                |
| ja    | Datei hochladen | 1902      | Denkmal für Prešeren · Wikidata                                             | Ljubljana, Slowenien Standort                                             | | P84(Architekt): P131(Ort):Stadtgemeinde Ljubljana Region-ISO:SI-061       |
| ja    | Datei hochladen | 1902–1908 | Miklošičev park · Wikidata                                                  | Miklošičev park, Ljubljana, Slowenien Standort                            | → Hauptartikel : Miklošič-Park f1 | P84(Architekt): P131(Ort):Ljubljana Region-ISO:SI-061                     |
|       | Datei hochladen | 1903      | Villa Max                                                                   | San Daniele sul Carso, Küstenland / Staniel, SLO                          | | P84(Architekt): P131(Ort):                                                |
|       | Datei hochladen | 1903      | Denkmalstelen vor der Technischen Universität                               | Karlsplatz 12, Wien 4                                                     | | P84(Architekt): P131(Ort):                                                |
| BW    | Datei hochladen | 1903–1905 | Handelskammer Trgovski dom                                                  | Corso Giuseppe Verdi 50 / Via Petrarca, Gorizia, Italien Standort         | | P84(Architekt): P131(Ort):                                                |
|       | Datei hochladen | 1904      | Miethaus                                                                    | Graf Starhemberg-Gasse 40, Wien 4 Standort                                | zerstört | P84(Architekt): P131(Ort):                                                |
| BW    | Datei hochladen | 1904      | Haus Hribar                                                                 | Tavčarjeva ulica 2, Ljubljana, Slowenien Standort                         | | P84(Architekt): P131(Ort):                                                |
| ja    | Datei hochladen | 1904–1905 | Sparkassa und Narodni dom · Wikidata                                        | Via Fabio Filzi 14, Triest, Italien Standort                              | Anmerkung: ident Hotel Balkan, bei AZW zusätzlich in Gorizia geführt | P84(Architekt):Max Fabiani P131(Ort):Triest Region-ISO:IT-36              |
| ja    | Datei hochladen | 1905–1906 | Miethaus „Zum roten Igel“ HERIS-ID: 76473 Objekt-ID: 90043                  | Wildpretmarkt 1, Wien 1 Standort                                          | verändert | P84(Architekt): P131(Ort):Innere Stadt Region-ISO:AT-9                    |
| ja    | Datei hochladen | 1906      | Haus Bartoli                                                                | Piazza della Borsa 7, Triest, Italien Standort                            | | P84(Architekt): P131(Ort):                                                |
| ja    | Datei hochladen | 1906      | Haus Stabile                                                                | Via Belpoggio 1, Triest, Italien Standort                                 | | P84(Architekt): P131(Ort):                                                |
| ja    | Datei hochladen | 1906      | Grabmal Köchert                                                             | Hietzinger Friedhof, Wien 13, Maxingstraße 15 Standort                    | | P84(Architekt): P131(Ort):                                                |
| BW    | Datei hochladen | 1906      | Pfarrhaus St. Jakob                                                         | Gornji trg 18, Ljubljana Standort                                         | | P84(Architekt): P131(Ort):                                                |
|       | Datei hochladen | 1906      | Deutsch-böhm. Industrieausstellung                                          | Liberec, Tschechien                                                       | zerstört | P84(Architekt): P131(Ort):                                                |
| BW    | Datei hochladen | 1907      | Palais Bamberg                                                              | Miklošič Straße 16, Ljubljana, Slowenien Standort                         | Anmerkung: auch Haus Kleinmayer | P84(Architekt): P131(Ort):                                                |
|       | Datei hochladen | 1908      | Umbau Hotel Europe                                                          | Salzburg                                                                  | zerstört | P84(Architekt): P131(Ort):                                                |
| BW    | Datei hochladen | 1908      | Fiatwerke                                                                   | Wien 21, Brünner Straße 72 Standort                                       | | P84(Architekt): P131(Ort):                                                |
| BW    | Datei hochladen | 1908      | Jakopič Pavilion · Wikidata                                                 | Laibach, Krain / Ljubljana, SLO Standort                                  | | P84(Architekt): P131(Ort):Ljubljana Region-ISO:SI-061                     |
| ja    | Datei hochladen | 1908–1910 | Mädchenlyzeum · Wikidata                                                    | Laibach, Krain / Ljubljana, SLO, Presernova 25 Standort                   | | P84(Architekt): P131(Ort):Stadtgemeinde Ljubljana Region-ISO:SI-061       |
| BW    | Datei hochladen | 1909      | Villa Riehl                                                                 | Salzastraße 12, Windischgarsten, OÖ Standort                              | | P84(Architekt): P131(Ort):                                                |
| ja    | Datei hochladen | 1909–1910 | Volksbildungshaus „Urania“ HERIS-ID: 40846 Objekt-ID: 40903                 | Wien 1, Uraniastraße 1 Standort                                           | → Hauptartikel : Urania (Wien) f1 | P84(Architekt):Max Fabiani P131(Ort):Innere Stadt Region-ISO:AT-9         |
| BW    | Datei hochladen | 1910      | Villa Faber                                                                 | Aufham 1, Attersee am Attersee, OÖ Standort                               | | P84(Architekt):Max Fabiani P131(Ort):Attersee am Attersee Region-ISO:AT-4 |
|       | Datei hochladen | 1910      | Ausstattung der Klubräume d. österr. Gewerbevereins                         | Wien                                                                      | mehrere Objekte | P84(Architekt): P131(Ort):                                                |
| ja    | Datei hochladen | 1911      | Villa Wechsler                                                              | Wien 13, Trauttmansdorffgasse 26 Standort                                 | | P84(Architekt):Max Fabiani P131(Ort):Wien Region-ISO:AT-9                 |
|       | Datei hochladen | 1911      | Ausstattung d. Klubräume des ÖIAV                                           | Wien                                                                      | | P84(Architekt): P131(Ort):                                                |
| ja BW | Datei hochladen | 1912–1913 | Geschäftshaus Reithoffer                                                    | Wien 6, Lehargasse 9–11 Standort                                          | | P84(Architekt):Max Fabiani P131(Ort):Wien Region-ISO:AT-9                 |
|       | Datei hochladen | 1913      | Fabrik Betzler                                                              | Bozen, Tirol / Bolzano, I                                                 | | P84(Architekt): P131(Ort):                                                |
| ja    | Datei hochladen | 1917      | Murbrücke „Weinzöttl“ HERIS-ID: 64036 Objekt-ID: 76729                      | Wienerstraße, Graz Standort                                               | | P84(Architekt): P131(Ort):Graz Region-ISO:AT-6                            |
| BW    | Datei hochladen | 1920–1956 | Kirche Sacre Cœur                                                           | Via Brigata Casale, 10, Via IX Agosto, Gorizia Standort                   | Parocchia del san Cuore | P84(Architekt): P131(Ort):                                                |
|       | Datei hochladen | 1921–1956 | diverse Stadtplanungen Restaurierungen und anderes mehr                     |                                                                           | mehrere Objekte | P84(Architekt): P131(Ort):                                                |
| BW    | Datei hochladen | 1922      | Wohnhaus Pellegrini                                                         | Via Brigata Casale 10, Gorizia, Italien Standort                          | | P84(Architekt): P131(Ort):                                                |
| BW    | Datei hochladen | 1933–1935 | Pfarrkirche St. Laurenz                                                     | Lokavec, Ajdovščina Standort                                              | | P84(Architekt): P131(Ort):                                                |
| BW    | Datei hochladen | 1925–1935 | Umbau u. Gartengestaltung Villa Ferrari · Wikidata                          | Štanjel, Slowenien Standort                                               | | P84(Architekt):Max Fabiani P131(Ort):Gemeinde Komen Region-ISO:SI-049     |
| BW    | Datei hochladen | 1938      | Casa del Fascio                                                             | Štanjel 59 a, Štanjel, Slowenien Standort                                 | Anmerkung: erhalten? | P84(Architekt): P131(Ort):                                                |